# Антракитис, Мефодиос
Мефодиос (Мефо́дий) Антраки́тис (греч. Μεθόδιος Ανθρακίτης, 1660—1736) — греческий учёный, священник, богослов, педагог и математик, «новомученик греческого просвещения».

## Первые годы
Родился в селе Камния (Καμνιά), которое в его честь в 1947 году (ΦΕΚ 22Α) переименовано в Антракитис, в номе Янина. Здесь он окончил училище Гиумиса, где учился у Георгия Сугдуриса. Получил образование в грамматике, физике и метафизике, после чего, поощряемый своим учителем, продолжил учёбу в Италии .

В 1697 году, став иеромонахом, переехал в Венецию, чтобы продолжить уроки философии и математики.

## Венецианский период
Антракитис служил приходским священником в православном греческом храме Святого Георгия (Церковь Сан-Джорджо деи Гречи) и сотрудничал в роли корректора текстов
с издательством братьев Гликас, родом из Яннина. В 1708 году, возрасте 48 лет, он оставляет Венецию и прибывает уже признанным учёным и богословом в подконтрольный османам город Кастория, Западная Македония, по приглашению Георгиоса Касториотиса, преподавать в церковном училище «Священного Образования» (основано в 1705 году).
Только что была напечатана издательством братьев Гликас его третья книга: «Пастух разумных овец» (греч. Βοσκός Λογικών προβάτων). Возникает вопрос: что подтолкнуло Антракитиса приехать в под османским контролем Касторию, оставив позади спокойную и созидетельную жизнь в Италии. Без сомнения ответ двойной: возможности и красноречивость Георгия Касториотиса (который был знатным человеком в придунайских княжествах) и отзывчивость Антракитиса, готового предложить свои знания порабощённого народу своего отечества.

## Просветительская деятельность
Антракитис занял видное место в раннем греческом просвещении, предшествующим Греческой революции 1821 года. Он первым сменил архаистический, как язык преподавания, на разговорный язык своего времени.
Одним из первых на подконтрольных османам греческих землях он преподавал новую математику. «Антракитис», говорил Константинос Кумас, «привёз из Италии геометрические науки способные зажечь свет знания и возбудить врождённую у человека склонность к познанию…».
Мануил Гедеон упоминает Антракитиса как фигуру- предтечу греческого просвещения и с горечью добавляет что «…он подвергся козням Патриархата…»..
Преподавание предшественников Антракитиса, таких как афинянин Коридалеос и фанариотов Маврокордато Александра (отец), Николая (сын) и Константина (внук) велось на архаическом, соблюдающем нормы древнего, но непонятного для простого люда языке. В этом отношении Антракитис неоспоримо считается пионером . Будучи противником мистицизма, нетерпимости и религиозных предубеждений, он вынужден терпеть неограниченную и бесконтрольную власть и угнетающую тяжесть мракобесия и традиции.

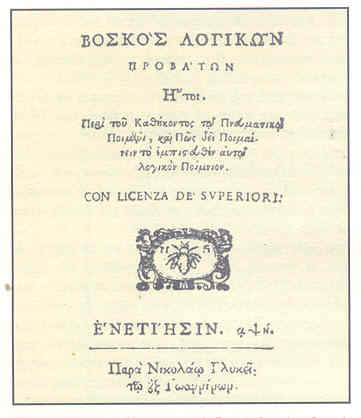
Обложка книги Антракитиса Пастух разумных овец, изданной в Венеции в 1708 году

Антракитис без колебания строго осуждал поведение духовенства и жёстким языком критиковал злоупотребление отлучением от церкви, что в его случае окажется пророческим. Для человека духовной величины Антракитиса, церковное училище ограничивало во многом горизонты его преподавания. Так в 1710 году, он принимает приглашение Димитриса Киридзиса (отца) возглавить дирекцию его школы и преподавание математики и философии. Школа Киридзиса в Кастория приобрела известность и туда стали стекаться ученики из региона, со Святой горы (Афон) из Яннина и Бухареста, откуда Маркос Порфиропулос посылал Антракитису своих учеников. Здесь преподавалась философия по западно-европейским образцам и современная математика. Учениками Антракитиса в школе Киритсиса были Баланос Василопулос, Севастос Леонтиадис, Пахомий, который позже стал известным в Салониках. Антракитис был первым кто отклонился от официальной позиции тогдашней церкви, «философия на службе у теологии». Он преподавал логику и новейшую европейскую философию (Рене Декарт и Николя Мальбранш).

## Гонения
Его усилия модернизации греческого образования встретили сопротивление консервативных кругов. Макарий Патмосский писал «(…)господин Мефодий треугольники и четрёхугольники преподавал своим ученикам и другие напрасные занятия математики». Антракитис был обвинён в ереси, конкретно как последователь испанского богослова еретика Мигель де Молинос.
В силу этих обвинений, синод Константипольского патриархата потребовал от Антракитиса ответ на обвинения, в результате чего Антракитис оставил Касторью в 1719 году и переехал в городок Сьятиста, Западная Македония, где преподавал последующие 2 года.
Но синод настоял и лишил его духовного сана, и Антракитис, несмотря на плохое состояние здоровья, предстал перед ним в Константинополе, в надежде убедить отцов церкви пересмотреть своё решение. 30 ноября 1723 года состоялось слушание дела. На синоде были представлены тетради его уроков и задан вопрос, если это его мысли. Антракитис ответил что мысли принадлежат философам и Евклиду. Антракитис был обвинён в том что «философствует отлично от Аристотеля». Антракитис выступил с " признанием веры «.Признание было признано „здоровым и согласным с церковью“. Антракитис поцеловал руку патриарха и удалился. Но дело этим не закончилось. На следующее воскресение состоялось публичное сжигание его тетрадей, с трудами философов, логиков и Евклида. Было принято решение уничтожить все его философские работы и любые их копии. Антракитису временно было запрещено преподавать .Ему было поставлено условие преподавать философию „по системе Теофила Коридалевса… и никогда не сметь преподавать другую, необычную и иностранную философию“. Это было выше его сил и он уехал в Яннина.
Запрет на преподавание, при соблюдении условий, был отозван в 1725 году. Здесь, в Яннина, Антракитис возглавил школу Эпифания, где включил в программу, кроме перипатетической философии, также логику, метафизику и этику.
Несмотря на подорванное здоровье и дух, в силу своих перипетий, Антракитис оставался на этом посту до самой своей смерти в 1736 году.

## Основные работы

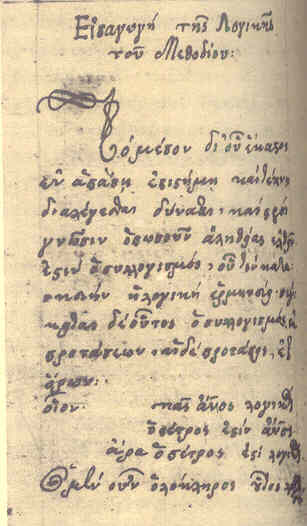
Сборник Завираса -введение в логику Антракитиса

Некоторые из его работ были уничтожены . Его известные (сохранившиеся) работы :
- Математический путь (греч. Οδός Μαθηματική, англ. The Way of Mathematics, издан его учеником Баланос Василопулос, Венеция, 1749)

Содержит предметы геометрия, астрономия, тригонометрия, алгебра и естественные науки. Это было первое полное греческое математическое пособие новейшей истории, написанное Антракитисом для использования в греческих школах, в эпоху османского владычества.
- Малая логика (греч. Λογική Ελάττων, англ. Lesser Logic, отредактирована его учеником Баланос Василопулос, но издана только в 1953 году).
- Введение в Логику (греч. Εισαγωγή της Λογικής, англ. Introduction to Logic, манускрипт, не был издан).
- Христианские теории и духовные советы (греч. Θεωρίαι Χριστιανικαί και ψυχοφελείς νουθεσίαι, англ. Christian Theories and Spiritual Advises, Венеция 1708)
- Духовный визит (греч. Επίσκεψις Πνευματική, англ. Spiritual Visitation, Венеция 1707).
- Пастух разумных овец (греч. Βοσκός λογικών προβάτων, англ. Shepherd of rational sheep, Венеция 1708).
- Проповедь о пророке Илье (греч. Λόγος εις τον προφήτην Ηλίαν «Κήρυγμα Προφήτη Ηλία», англ. Sermon on Prophetes Elias, манускрипт).